# Medien Union
Die Medien Union GmbH Ludwigshafen (früher „Rheinpfalz“ Verlag und Druckerei-Gesellschaft mbH) ist ein deutsches Medienunternehmen mit Sitz in Ludwigshafen am Rhein.

## Geschichte
Josef Schaub wurde 1939 zur Wehrmacht eingezogen, baute ab 1941 die „Saarländische Tageszeitung“ (1940–1944) mit auf und erhielt zusammen mit vier weiteren Fachkräften nach dem Ende des Zweiten Weltkriegs von der französischen Besatzungsmacht eine Zeitungslizenz für die Tageszeitung Die Rheinpfalz, die erstmals am 29. September 1945 erschien. Am 18. Dezember 1947 folgte die Gründung der „Rheinpfalz“ Verlag und Druckerei-Gesellschaft mbH als Herausgeberin der Tageszeitung „Die Rheinpfalz“. 1964 übernahm sein Sohn Dieter Schaub die Geschäftsführung. Am 18. Dezember 1986 wurde die „Rheinpfalz“ Verlag und Druckerei-Gesellschaft mbH in Medien Union GmbH Ludwigshafen umbenannt. 1994 übernahm Thomas Schaub die Geschäftsführung von seinem Vater Dieter Schaub.

## Beteiligungen
Die Medien Union GmbH Ludwigshafen ist zu 44,36 % an der Südwestdeutschen Medien Holding GmbH (SWMH) beteiligt, die unter anderem die Stuttgarter Nachrichten sowie die Stuttgarter Zeitung publiziert. Die Süddeutsche Zeitung gehört seit 2002 zu 18,75 % der SWMH, mit Wirkung zum 29. Februar 2008 zu 81,75 %.
Zur Medien Union GmbH Ludwigshafen gehören des Weiteren u. a. die Freie Presse, die Westermann Druck- und Verlagsgruppe und über die Tochtergesellschaft Intermedia Vermögensverwaltungs GmbH der Walhalla Fachverlag, der Fachschriften-Verlag, die Anwaltverlagsgruppe (Deutscher Anwaltverlag, Deutscher Notarverlag, ZAP Verlag, Zerb Verlag) und weitere Fachmedienverlage, die teilweise auch Veranstalter oder Mitveranstalter von Fachmessen sind sowie die Jobbörse Jobware. Über Intermedia ist die Medien Union Mehrheitsgesellschafter der Hans Soldan GmbH, einem Handels- und Dienstleistungsunternehmen für Rechtsanwälte und Notare.
Außerdem ist die Medien Union GmbH Ludwigshafen über das Tochterunternehmen MOIRA Rundfunk GmbH an Radiosendern beteiligt. Im Mai 2015 ist die MOIRA Rundfunk GmbH bei Rockland Radio ausgestiegen.